# Mosiera del-riscoi
Mosiera del-riscoi là một loài thực vật có hoa trong Họ Đào kim nương. Loài này được (Borhidi & O.Muñiz) Borhidi mô tả khoa học đầu tiên năm 1992.